# Need for Speed (jeu vidéo, 2015)
Need for Speed est un jeu vidéo de course de la série Need for Speed développé par le studio suédois Ghost Games (auparavant EA Gothenberg), et édité par Electronic Arts. Il s'agit du vingt-deuxième opus de la franchise Need for Speed. Le jeu sort le 5 novembre 2015 sur PlayStation 4 et Xbox One et le 17 mars 2016 sur Microsoft Windows.

## Système de jeu
Need for Speed se déroule dans la ville fictive de Ventura Bay. Le joueur arpente les rues avec un groupe, ayant pour but d'impressionner et de battre les légendes Ken Block, Magnus Walker, Nakaï San et Morohoshi à travers des épreuves de sprint, contre-la-montre, drift et gymkhana. 
Dans ce nouvel opus, le gameplay est uniquement de nuit avec des carrosseries extrêmement reluisantes et un jeu de particules avec la pluie qui permet de beaucoup jouer sur la lumière, le moteur graphique est celui du Frostbite 3, développé par DICE. Également, des modifications ont été apportées en matière de sensations avec l'effet de puissance du boost. Les voitures possèdent un grand nombre de points d'impact, augmentant le réalisme des collisions.
La customisation de la voiture a été revisitée avec l'ajout de nouvelles personnalisations de l'ensemble de la voiture. La conduite est plutôt typée arcade avec possibilité de réglages pour une tendance plus "driftée" ou plus "grippée". Il est possible de lancer une course allant jusqu'à 8 joueurs en traversant certaines zones de jeu et en appuyant sur le bouton correspondant.
Le joueur est jugé avec des points de réputation qui sont calculés en fonction de la vitesse, de la capacité à drifter, à percuter des objets ou voitures, à éviter des chocs, etc.

## Voitures
- BMW M2 2016

- Ferrari 458 Italia 2009

- Honda Civic Type-R 1996

- Nissan Skyline GT-R V-Spec 1993

- Acura RSX S

- Toyota Sprinter GT Apex

- Chevrolet Corvette Z06

- Toyota GT86 2012

- Dodge Challenger SRT8

- Toyota Supra SZ-R

- Honda NSX Type-R

- Lamborghini Murciélago LP 670–4 SV

- Porsche 911 (993) Carrera S

- Ferrari F40

- Mazda MX-5 2015

- Volkswagen Golf GTI 1976

- Volvo 240 Coupé 242

- Chevrolet Camaro Z28 2015

- Ford Mustang Boss 302

- Ford Mustang Fox Body

- McLaren 570S

- Porsche Cayman GT4 2015

- BMW M3 E92

- Honda S2000

- Scion FR-S 2012

- SRT Viper

- Mazda MX-5 1996

- Mercedes-AMG GT I

- Porsche 911 (991) Carrera S

- Datsun 240Z

- Lotus Exige S

- Nissan GT-R Premium

- Lamborghini Aventador LP 700-4

- Subaru Impreza WRX STI 2011

- Nissan Skyline GT-R V-Spec 1999

- Nissan Skyline GT-R KPGC10

- Subaru BRZ Premium 2012

- BMW M3 E46

- BMW M3 Evolution II E30

- BMW M4

- Ford Mustang GT 2015

- Ford Mustang 1965

- Lamborghini Huracán LP 610-4

- Mazda RX-7 Spirit R

- Mitsubishi Lancer Evolution IX MR

- Nissan 180sx Type X

- Nissan Silvia Spec-R

- Porsche 911 Carrera RSR 2.8

- Porsche 911 GT3 RS

- Lamborghini Diablo SV

- Ford Focus RS 2016

- Ford V8 1932